# دام عشق
دام عشق فیلمی به کارگردانی عزیزاله رفیعی و نویسندگی اسماعیل پورسعید محصول سال ۱۳۴۰ است.

## بازیگران
- غلامعلی روانبخش
- عزت حسنعلی
- حمید قنبری
- احمد قدکچیان
- همایون